# Friedrich Wilhelm Strieder
Friedrich Wilhelm Strieder (* 12. März 1739 in Rinteln; † 13. Oktober 1815 in Kassel) war ein deutscher Bibliothekar, Lexikograph und Historiker.

## Leben
Der Sohn des Universitätsbuchhändlers Nicolaus Strieder und dessen Frau Dorothee Elisabeth (geb. Hellermann, aus Minden), Tochter eines Buchdruckers, besuchte anfänglich die Schule seiner Heimatstadt. Bereits im 13. Lebensjahr, am 20. Oktober 1752, bezog er die Universität Rinteln, um ein Studium der Theologie zu absolvieren. Er hörte die Vorlesungen von Johann Nicolaus Funck in Latein und Geographie, Justus Chrysander  in Logik, Friedrich Wilhelm Pestel in Metaphysik und Ethik, Gottfried Schwarz in dogmatischer Theologie, hebräischer Analytik und Kirchengeschichte, Balthasar Ludwig Eskuche (1710–1755) in griechischer Sprache und Johann Jakob Plitt in Homiletik, ohne jedoch über eine ausreichende Vorbildung zu verfügen.
Daher verließ er 1758 die Universität und ließ sich als Soldat für das hessische Regiment Mansbach anwerben. 1765 nahm er als Fähnrich seinen Abschied, war kurze Zeit Steuereinnehmer und erhielt am 13. Dezember desselben Jahres die Stelle eines Registrators an der Bibliothek in Kassel. Nachdem der Tod des Landgrafen Friedrich II. von Hessen-Kassel dem gewissenlosen Treiben des Marquis Jean-Louis Barbot de Luchet, der seit 1776 auch die Bibliothek zu ihrem großen Schaden verwaltet hatte, ein Ende gemacht hatte, wurde Strieder am 22. März 1786 zum Rat und wirklichen ersten Bibliothekar ernannt.
Landgraf Wilhelm IX. schätzte Strieder wegen seiner Gewissenhaftigkeit und ernannte ihn 1788 zum Hofrat und Hofbibliothekar, zudem 1790 zum Geheimen Kabinettsarchivar, als er diese Institute auf dem Schloss Weißenstein einrichtete. Während der Franzosenherrschaft von 1806 bis 1813 soll Strieder aus Hass auf die Besatzung keinen Schritt aus seinem Hause getan haben. 1808 wurde er aus seinen Ämtern entlassen. Er erlebte noch die Rückkehr seines geliebten Kurfürsten, der ihm am 18. Januar 1814 abermals die Leitung der Kasseler Bibliothek sowie der Bibliothek und des geheimen Kabinettsarchivs in Wilhelmshöhe übertrug.
Strieders am 20. März 1766 geschlossene Ehe mit Wilhelmine Sophie, der Tochter des Kapitäns Gerlach Tschakermann, blieb kinderlos.

## Wirken
Strieders Hauptwerk ist die Grundlage zu einer hessischen Gelehrten und Schriftsteller Geschichte. Seit der Reformation bis auf gegenwärtige Zeiten. Dieses mit großer Sorgfalt erarbeitete hessische Gelehrtenlexikon ist bis heute eine unentbehrliche Quelle für die Genealogie, Kultur- und Bildungsgeschichte des 16. bis 18. Jahrhunderts in Hessen.  Die ersten 15 Bände (von A bis Steuber) gab Strieder von 1781 bis 1806 selbst heraus. Den 16. Band veröffentlichte 1812 Ludwig Wachler und Karl Wilhelm Justi vollendete das Werk 1819 mit dem 17. und 18. Band. Nachträge und Fortsetzungen über das Jahr 1806 hinaus enthielten der 1831 ebenfalls von Justi veröffentlichte 19. Band und der 1863 erschienene 20. Band, den Otto Gerland (1835–1922) bearbeitete. Neben diesem Hauptwerk sind besonders zu nennen das Genealogische Handbuch von dem fürstl. Hause Hessen, die Stamm- und Rangliste vom hochfürstl. hess. Corps und das Werk Grundlage zur Militärgeschichte des landgräfl. hess. Corps. Auch verbesserte er 1776 vorübergehend die Kasselsche Staats- und Gelehrtenzeitung, von 1766 bis 1788 die Kasselsche Polizei- und Commerzienzeitung und seit 1783 den Staats- und Adreßkalender.

## Schriften
- Ueber die Monopolien. Hannover 1779.
- Genealogisches Handbuch von dem gesamten fürstlichen Hause Hessen. Kassel 1780, 1804.
- Grundlage zu einer Hessischen Gelehrten und Schriftsteller Geschichte, seit der Reformation bis auf gegenwärtige Zeiten.
  - 1. Band (A–Brand), Göttingen u. Kassel 1781, online
  - 2. Band (Brand–Dau), Göttingen u. Kassel 1782, online
  - 3. Band (De–Est), Göttingen u. Kassel 1783, online
  - 4. Band (Eu–Goed), Barmeier, Göttingen, und Cramer, Kassel 1784, online
  - 5. Band (Göd–Hert), Kassel 1785, online
  - 6. Band (Hertz–Kahr), Kassel 1786, online
  - 7. Band (Kal–Ler), Kassel 1787, online
  - 8. Band (Leu–Meur), Kassel 1788, online
  - 9. Band (Meus–Myl), Kassel 1794, online
  - 10. Band (Na–Pfaff), Kassel 1795, online
  - 11. Band (Pfaffm–Roh), Kassel 1797, online
  - 12. Band (Rohd–Schir), Kassel 1799, online
  - 13. Band (Schl–Schröd), Kassel 1802, online
  - 14. Band (Schröt–Seyb), Kassel 1804, online
  - 15. Band (Seyl–Steuber), Kassel 1806, online 
 Fortsetzung durch andere Herausgeber:
  - 16. Band (Steuber–von dem Werder), hrsg. von Ludwig Wachler, Marburg 1812, online
  - 17. Band (Werner–Zwilling), hrsg. von Karl Wilhelm Justi, Marburg 1819, online
  - 18. Band (Ergänzungen und Gesamtregister), hrsg. von Karl Wilhelm Justi, Marburg 1819, online
  - 19. Band (Fortsetzung und Nachträge von 1806 bis 1830), hrsg. von Karl Wilhelm Justi, Marburg 1831, online
  - 20. Band (Fortsetzung von 1831 bis auf die neueste Zeit), hrsg. von Otto Gerland, Kassel 1863, online
- Ueber nebenverdienstliche Arbeiten. In: Deutschen Museum. 1777, S. 510 u. ff.
- Stamm- und Rangliste vom hochfürstl. hess. Corps. 1798 u. 1799 (nach preußischem Muster).
- Grundlage zur Militärgeschichte des landgräflich hessischen Corps. 1798.
- Ueber teutschen Gerichtsstyl. In:  Hess. Beyträge zur Gelehrsamkeit. St. 3, S. 434 u. ff.
- Typographische Monumente der Casseler öffentlichen Bibliothek. In: Hess. Beyträge zur Gelehrsamkeit. St. 6 u. 7 (1786).